# Нильссон, Мария
Ханна Мария Хельдина Нильссон (швед. Hanna Maria Heldina Nilsson,  род. 7 июня 1979, Сефле, Вермланд) — шведский политический деятель. Член правления Либеральной партии. Действующий депутат риксдага по результатам парламентских выборов 2018 года от избирательного округа Гётеборг. Вице-председатель либеральных женщин. Имеет степень магистра в области политологии Гётеборгского университета и изучала русский язык в Лундском университете. В прошлом работала преподавателем.